# Tintoretto (cocktail)
Il Tintoretto è un cocktail, facente parte della categoria degli sparkling, variante del cocktail Bellini. Il nome rende omaggio al pittore veneziano Tintoretto ed è stato inventato da Giuseppe Cipriani dell'Harry's Bar di Venezia.
Il cocktail viene preparato con il succo di melograno e prosecco e viene servito in flûte. 
Il cocktail è composto da 1/3 di succo di melograno e 2/3 di prosecco freddo, il periodo ideale per gustarlo sono i mesi di settembre e ottobre, quando appunto maturano i frutti. 